# NGC 2095
NGC 2095 (другое обозначение — ESO 86-SC24) — рассеянное скопление в созвездии Золотой Рыбы, расположенное в Большом Магеллановом Облаке. Открыто Джоном Гершелем в 1835 году. Скопление обладает довольно низкой поверхностной яркостью и его параметры определены с невысокой точностью: наилучшая оценка возраста составляет 46 миллионов лет, а металличности — 22% от солнечной.
Этот объект входит в число перечисленных в оригинальной редакции «Нового общего каталога».